# 解剖外星人
《解剖外星人》（英語：The Alien Autopsy，或稱《羅斯威爾外星人解剖》），是一部英國電影製片暨音樂製作人雷桑托利（Ray Santilli）在1995年試圖向世界各地的電視台出售的紀錄片，這部影片公開播出後引起議論。「解剖外星人」通常也指使用傳統的解剖方法對宣稱發現的外星人屍體進行解剖，此概念常見於飛碟相關的陰謀論、小說和大眾文化中。

## 《解剖外星人》
1995年，英國電影製片雷桑托利試圖向世界各地的電視台出售一部自行製作的紀錄片，名為《解剖外星人》（或稱《羅斯威爾外星人解剖》）；他表示該部影片的母帶是自己在1992年時，由於收集購買有關「貓王」艾維斯·普里斯萊（Elvis Presley）的影像，恰巧從一位退休的軍方攝影師手中購得，影片內容是美國新墨西哥州羅斯威爾在1947年發生「羅斯威爾事件」後，所拍攝的解剖外星人真實影片。此片公開播出後引起世界議論，也激起全球UFO愛好者討論。直至2006年，桑托利承认这部影片並非完全真实，Eamonn Holmes則认为是人為造假（fake）；桑托利表示這部影片是經過“还原”（restoration）當初他所購入品質不佳的原始母帶拍攝製作，他稱影片中有部分真實內容，而无法提出证明。

## 製作
2006年，參與此紀錄片拍攝的雕塑家暨特效專家漢佛萊斯（John Humphreys）表示這部影片是人為造假。至2017年9月，參與製作此片的電視監製梅拉里斯（Spyros Melaris）公開表示片中的外星人遺體是人為假造，由漢佛萊斯製作；而所謂外星人「屍體」內的器官，是從市場肉舖買來的牛羊內臟。梅拉里斯表示，當年製作這段影片純粹為了趣味搞笑，沒想到會引起全球熱烈反應，使許多人信以為真，並將其視為外星人存在的證據，讓他感到十分後悔；此外，他表示拍攝影片前，所有參與的人員都簽署保密協議書，必須對外保密。

### 前期製作
2006年，該片的特效專家漢佛萊斯坦承這部影片造假，並說明幕後的製作拍攝過程。他表示，自己花費四週時間用乳膠製作出外星人的模型，再把羊腦、雞內臟和豬蹄置入模型內。而梅拉里斯在2017年和2018年先後公開表示，當初製作團隊是使用從倫敦當地肉舖買來的牛、羊內臟製作外星人內臟；團隊原先曾考慮使用覆盆莓果凍製作外星人的大腦，最後由於顏色太深而未採用。此外，他們將外星人模型的腿部挖出一個空間，放入羊腿，將其製造出類似腿部因遭受撞擊而傷口潰爛的視覺效果。
梅拉里斯進一步公開，當初他獲得3萬英鎊的預算製作拍攝使用的外星人屍體道具。另外，當時梅拉里斯從英、美的道具供應商購買1940年代用於解剖的手術服裝以及醫療器具，而他的好友和當時女友扮演解剖外星人的「政府病理學家」；梅拉里斯當時的女友在拍攝前對相關流程進行詳細研究，在片中扮演「護士」，並教導漢佛萊斯解剖外星人，漢佛萊斯亦對外表示自己飾演片中的「外科醫師」。

### 拍攝
當初製作團隊實際拍攝完成兩部影片，由於第一部影片所呈現的醫療知識有誤、不夠精確，因此他們改善後再拍攝製作出第二部影片。這部黑白影片使用16厘米膠捲在北倫敦的一間公寓裡拍攝而成，實際拍攝完成的內容再透過剪接配上「百代電影公司」（Pathé）1947年的大學球賽新聞片段，以增加影片真實性，亦可規避混淆「柯達公司」專家的判斷。影片拍攝完成後，製作團隊把外星人道具模型切成數段，分別丟棄在倫敦各處的公共垃圾桶。

## 迴響
1995年，《解剖外星人》在超過32個國家和地區的電視台播出後，於全球引發熱議。由於當初製作這部影片時，梅拉里斯完全沒想到這個玩笑會成為UFO界認定的「證據」，因此直至2017年9月，他推出相關新作《外星人解剖：史上最大騙局——斯皮羅斯．梅拉里斯實況呈現》，並自言對當初拍攝解剖影片感到後悔：「對我來說，這僅僅是個玩笑而已」，「完全低估社會大眾對於這個影片的回應。」對於外界認為製作團隊藉由這部影片賺進大筆利潤，梅拉里斯表示團隊工作人員除了均分1萬英鎊的酬勞以外，沒有獲得其他報酬。
英國倫敦的「科學博物館」模擬仿製影片中的外星人遺體展出。

## 解謎
影片的第17分鐘以後，有一幕畫面出現「VIDEO」的字樣，是製作團隊留下的破解線索。

## 後續發展
2018年，梅拉里斯與幽浮學家菲利普·曼托（Philip Mantle）一同參與電視節目《第一秀》（The One Show）討論此事。2021年7月，雷桑托利在NFT拍賣網站上，宣布出售這部影片的16釐米母帶膠卷，透過虛擬貨幣進行交易，起標價訂為200以太幣（時價約新臺幣1,200萬元），並附贈一份「美國中央情報局（CIA）調查此案的超級機密文件」；該拍賣網頁的商品介紹寫道：「它是外星生命存在最有力的證據，可與1963年的约翰·肯尼迪遇刺影片相提並論，並列為世上最知名的影像之一，至今已在全球一百多國放映，並累積超過一億人次觀看，也是美國《福斯新聞》重播收視率最高的紀錄片」，評價這部影片擁有極高價值。不久後，由於影片具備的爭議性，拍賣網頁遭網友發動阻斷服務攻擊（DDOS），導致頁面癱瘓而暫停拍賣，之後恢復上線。